# Pan American Airways (1996–1998)
Pan American Airways được thành lập vào năm 1996 sau khi một nhóm các nhà đầu tư trong đó có Charles Cobb, cựu Đại sứ Mỹ tại Ireland, đã mua lại quyền sử dụng thương hiệu Pan American sau khi công ty chuyên chở nguyên thủy phá sản. Vào tháng 9 năm 1996, Pan Am II bắt đầu với một chiếc máy bay Airbus A300 có tên Clipper Fair Wind. Mục tiêu hãng nhắm đến là cung cấp các chuyến bay đường dài giá rẻ trên phần lớn đường bay từ các thành phố lớn của Mỹ và một số thành phố ở vùng Caribbean. Đứng đầu hãng Pan Am mới là Martin Shugrue, Phó chủ tịch kiêm Giám đốc quản lý hoạt động cuối cùng của Pan Am, sau đó là giám đốc American Airlines và Ủy viên Ban Quản trị Eastern Air Lines.
Vào tháng 9 năm 1997, Pan Am Corporation, công ty điều hành Pan Am II đã mua lại Carnival Air Lines. Tuy nhiên, việc mở rộng nhanh chóng và rắc rối kinh tế của hai công ty đã là quá nhiều cho Pan Am - hãng chỉ duy trì hoạt động được trong 2 năm. Trước khi Pan Am và Carnival hoàn toàn sáp nhập, Pan Am Corporation và hai hãng hoạt động độc lập, Pan Am và Carnival, phá sản và chấm dứt mọi chuyến bay vào tháng 2 năm 1998. Giấy chứng nhận việc hoạt động của hãng Pan Am mới đầu tiên bị bỏ lại như giấy chứng nhận của Carnival. Pan Am, bây giờ hoạt động với giấy chứng nhận của Carnival, nhanh chóng trở lại hoạt động hữu hạn với người chủ mới Guilford Transportation Industries, kiếm được một phần nào tài sản của công ty đã phá sản sau sự phê chuẩn của Tòa án. Công ty thoát khỏi việc phá sản vào tháng 6 năm 1998 tạo ra một hãng Pan Am thứ 3.